# Distrito de Santiago de Quirahuara
El distrito de Santiago de Quirahuara es uno de los dieciséis distritos que conforman la provincia de Huaytará, ubicada en el departamento de Huancavelica, bajo la administración del Gobierno regional de Huancavelica, en la zona de los andes centrales del Perú.
Desde el punto de vista jerárquico de la Iglesia católica, forma parte de la Diócesis de Huancavelica.

## Historia
El nombre de Quirahuara viene de dos palabras quechua: jello huara = pantalón amarillo. Al principio el pueblo estuvo ubicado en Lamari, que fue arrasado por un huayco, razón por la cual los pastores de las alturas llamados jello huara establecieron el pueblo que con el correr del tiempo tomó el nombre de Santiago de Quirahuara en honor al Patrón Santiago Apóstol.
Como Distrito fue creado el 26 de enero de 1956 por Decreto Ley 12561, siendo Presidente de la República el General Manuel A. Odría. Hasta el año 1984 pertenecía a la Provincia de Castrovirreyna, en principio fue anexo del Distrito de Ocoyo hasta el 25 de enero de 1956 y a partir de 1984 pertenece a la Provincia de Huaytará-
Su primer Alcalde fue el Profesor Máximo Montalvo La Rosa.
Durante la independencia del Perú, dirigido por José de San Martín, muchos pueblos de la región, entre ellos Santiago de Quirahuará participó con las fuerzas patriotas del General Juan Antonio Álvarez de Arenales; en 1820 conscriptos de Huaytará, Córdova, Santiago de Chocorvos, Santiago de Quirahuará formaron parte de los montoneros de Bermúdez y Aldao, cayeron abatidos por las fuerzas realistas en Córdova y Tibillo.
Durante la guerra del pacífico en 1879, uniéndose al ejército de resistencia de Andrés Avelino Cáceres y para hacer frente a la columna de chilenos que tomaron la ruta de Huaccuas a la altura de Hanchimarca, Ccachuana y río Achiro, desde las altura atacaron con galgas produciéndose muertes en las filas de los chilenos, cuyos restos dejaron en cuevas, enardecidos los invasores huyeron hacia las lomas de Huasccuas; los quirahuarinos sin tener formación ni conocimiento de la táctica y estrategia militar, se defendieron con valor y honor patriótico, contribuyendo con un grano de arena en la defensa de nuestro territorio, en este lugar se encontró una corneta de los chilenos y se guarda en la Iglesia como trofeo de guerra. Esta es la parte de nuestra historia inédita, heroica y más dolorosa, nos debe llenar de orgullo por esta actitud positiva de nuestros ancestros.
En la Plaza de Armas se encuentra la Iglesia de construcción colonial, por la parte interior tallado en madera fina y decorado con pan de oro, es una pequeña catedral, reliquia histórica de incalculable valor, es un monumento histórico que debe ser declarado como patrimonio de la nación, su conservación y mantenimiento debe estar a cargo del Instituto de Cultura de la Nación; en ella se encuentra el Patrón Apóstol Santiago, Patrón San Bartolomé, La Virgen de la O, la Virgen de Fátima, la Virgen de Cocharcas y el santo Espíritu. Su fiesta central se celebra desde el 24 julio hasta el 2 de agosto; extendiéndose otras celebraciones 28 de julio, Corrida de Toros y Comida de Toma de Agua 5 de agosto.

## Geografía
Está ubicado en la parte sur de la provincia de Huaytará, con una altitud de 2 802 metros. Su extensión territorial es de 169,32 km², y una población de 698 habitantes según INEI; cuenta con 7 anexos (Carpacancha, Molinos, San Bartolomé Capillas, Ccanccairo, Jepocancha, Molehuaijo y Sumpo) y con 16 Caseríos (Arajaya, Ayama, Chahuilca, Chuquicancha, Curi, Higosniyoc, Higospata, Huambochaca, Huarpana, Jarapuquio, Lamary, Mollejasa, Pisco Pampa, Querocancha, Tante y Tusuna.
El pueblo se encuentra a mitad del cerro en una especie de pedestal, por la parte superior se encuentra un cerro inmenso de forma calvario y por la parte inferior en un hoyo profundo corre el río Achiro que desemboca en el río Lamarí. Sus principales actividades son la agricultura y ganadería incipiente, supeditado a la lluvia única fuente de abastecimiento de agua, razón por la cual la producción sólo abastece para sobrevivir y mantener llena la despensa (almacén de productos para las fechas en que no haya producción), en caso contrario tiene que recurrir a la costa en busca de alimentos.
Es un distrito que se caracteriza por tener tres climas: un valle entre el cruce del río Lamarí y Ocoyo, con clima cálido, donde produce frutas, queso a base de alimentación de las vacas con alfalfa; el Distrito de Quirahuará con clima templado, acá la producción de queso con alimentación de las vacas con pasto natural y las alturas denominado San Bartolomé Capillas con clima frígido donde se encuentra los bienes semovientes de la Comunidad Campesina Santiago de Quirahuará; en este lugar también se produce queso con la alimentación de las vacas a base de ichu. En sus entrañas guarda la riqueza más codiciada en el mundo el oro, ya declarado en el Ministerio de Energía y Minas: 16,400 hectáreas distribuidos en los siguientes lugares: Pampamarca 10,800, Jellosura, Tambo, Jatun Condorillo, Pucamachay, Osjo Machay con 1,000 hectáreas cada uno, Santa Teresa Molino 800 y Lamarí con 200 hectáreas.

## Autoridades

### Municipales
- 2011-2014[5][6]
  - Alcalde: Cleofe Pelagia Huamán Rojas, Partido Unión por el Perú (UPP).
  - Regidores:  Juan Oswaldo Palomino Maldonado (UPP), Kleyder Choque Picharde (UPP), Néstor Wilson Palomino Díaz´(UPP), Agustín Palomino Echevaría (UPP), Nilo Palomino Matias (Trabajando Para Todos).[7]
- 2007-2010[8]
  - Alcalde: Fredesvinda Edelma Choque Flores, Partido Acción  Popular (AP).

### Religiosas
- Diócesis de Huancavelica[9]
  - Obispo de Huancavelica: Monseñor Isidro Barrio Barrio.[10]

## Comida Tradicional
La comida tradicional de quirahuará es el caldo de mote, sopa de cabeza de cordero, paico de cebada, chicharrón con mote, patache de trigo, tejte de habas con queso, puzpo de habas, chupe de camarones y huatia de calabaza con leche; al que debe agregarse los productos silvestres tales como el huambo, el querco, carne de venado, vizcacha y los huevos de perdices.